# Geoff Hurst
Sir Geoffrey Charles Hurst MBE (sinh ngày 8 tháng 12 năm 1941) là một cựu cầu thủ bóng đá người Anh. Là một tiền đạo, ông lập một cú hat-trick trong một trận chung kết World Cup vào năm 1966 trong chiến thắng 4-2 trước Tây Đức tại sân vận động Wembley cũ năm 1966. Ông là người duy nhất còn sống trong đội hình đội tuyển bóng đá quốc gia Anh vô địch Giải vô địch bóng đá thế giới 1966.
Ông bắt đầu sự nghiệp sự nghiệp ở West Ham United, khi ông đã ghi được 242 bàn thắng trong tổng số 500 trận đấu đã chơi. Ông đã vô địch Cúp FA năm 1964 và Cúp các câu lạc bộ đoạt cúp bóng đá quốc gia châu Âu năm 1965. Ông chuyển đến Stoke City năm 1972 với £80,000. Sau khi kết thúc ba mùa giải với Stoke City, ông đã giải nghệ Football League với West Bromwich Albion năm 1976. Hurst đã chuyển sang chơi bóng tại Ireland (Cork Celtic) và Hoa Kỳ (Seattle Sounders), trước khi trở lại Anh với vai trò là huấn luyện viên cho câu lạc bộ Telford United. Ông cũng làm huấn luyện viên cho câu lạc bộ Chelsea từ năm 1979 đến năm 1981. Câu lạc bộ mà ông đã dẫn dắt cuối cùng là Kuwait SC.
Ông đã tổng cộng ghi được 24 bàn thắng trong 49 trận đấu đã chơi cho Anh, trong đó có thành công tại Giải vô địch bóng đá thế giới 1966, và hạng ba Giải vô địch bóng đá châu Âu 1968. Ông lần cuối cùng tham dự World Cup vào năm 1970. Ông cũng chơi cricket, khi ông tham dự một trận đấu First-class cho Essex vào năm 1962, trước khi tiếp tục sự nghiệp bóng đá.

## Thống kê sự nghiệp

### Câu lạc bộ
| Câu lạc bộ                | Mùa giải                | Giải đấu                | Giải đấu | Giải đấu  | Cúp FA  | Cúp FA    | League Cup | League Cup | Khác[A] | Khác[A]   | Tổng số | Tổng số   |
| Câu lạc bộ                | Mùa giải                | Hạng                    | Số trận  | Bàn thắng | Số trận | Bàn thắng | Số trận    | Bàn thắng  | Số trận | Bàn thắng | Số trận | Bàn thắng |
| ------------------------- | ----------------------- | ----------------------- | -------- | --------- | ------- | --------- | ---------- | ---------- | ------- | --------- | ------- | --------- |
| West Ham United           | 1959–60                 | First Division          | 3        | 0         | 0       | 0         | 0          | 0          | 0       | 0         | 3       | 0         |
| West Ham United           | 1960–61                 | First Division          | 6        | 0         | 0       | 0         | 0          | 0          | 0       | 0         | 6       | 0         |
| West Ham United           | 1961–62                 | First Division          | 24       | 1         | 1       | 0         | 2          | 0          | 0       | 0         | 27      | 1         |
| West Ham United           | 1962–63                 | First Division          | 27       | 13        | 0       | 0         | 2          | 2          | 0       | 0         | 29      | 15        |
| West Ham United           | 1963–64                 | First Division          | 37       | 14        | 7       | 7         | 6          | 5          | 0       | 0         | 50      | 25        |
| West Ham United           | 1964–65                 | First Division          | 42       | 17        | 1       | 2         | 1          | 0          | 10      | 1         | 54      | 20        |
| West Ham United           | 1965–66                 | First Division          | 39       | 23        | 4       | 4         | 10         | 11         | 6       | 2         | 59      | 40        |
| West Ham United           | 1966–67                 | First Division          | 41       | 29        | 2       | 3         | 6          | 3          | 0       | 0         | 49      | 35        |
| West Ham United           | 1967–68                 | First Division          | 38       | 19        | 3       | 1         | 3          | 5          | 0       | 0         | 44      | 25        |
| West Ham United           | 1968–69                 | First Division          | 42       | 25        | 3       | 2         | 3          | 4          | 0       | 0         | 48      | 31        |
| West Ham United           | 1969–70                 | First Division          | 39       | 16        | 1       | 0         | 2          | 2          | 0       | 0         | 42      | 18        |
| West Ham United           | 1970–71                 | First Division          | 39       | 15        | 0       | 0         | 2          | 0          | 0       | 0         | 41      | 15        |
| West Ham United           | 1971–72                 | First Division          | 34       | 8         | 4       | 4         | 10         | 4          | 0       | 0         | 48      | 16        |
| West Ham United           | Tổng số                 | Tổng số                 | 411      | 180       | 26      | 23        | 47         | 36         | 16      | 3         | 500     | 242       |
| Stoke City                | 1971–72                 | First Division          | 0        | 0         | 1       | 0         | 0          | 0          | 0       | 0         | 1       | 0         |
| Stoke City                | 1972–73                 | First Division          | 38       | 10        | 0       | 0         | 3          | 2          | 2       | 1         | 43      | 13        |
| Stoke City                | 1973–74                 | First Division          | 35       | 12        | 1       | 0         | 4          | 1          | 5       | 2         | 45      | 15        |
| Stoke City                | 1974–75                 | First Division          | 35       | 8         | 1       | 0         | 4          | 3          | 1       | 0         | 41      | 11        |
| Stoke City                | Tổng số                 | Tổng số                 | 108      | 30        | 3       | 0         | 11         | 6          | 8       | 3         | 130     | 39        |
| Cape Town City (cho mượn) | 1972–73                 | NFL                     | 6        | 5         | 0       | 0         | 0          | 0          | –       | –         | 6       | 5         |
| West Bromwich Albion      | 1975–76                 | Second Division         | 10       | 2         | 0       | 0         | 2          | 0          | 0       | 0         | 12      | 2         |
| Cork Celtic               | 1975–76                 | League of Ireland       | 3        | 3         | 0       | 0         | –          | –          | –       | –         | 3       | 3         |
| Seattle Sounders          | 1976                    | NASL                    | 23       | 8         | –       | –         | –          | –          | –       | –         | 23      | 8         |
| Tổng số cả sự nghiệp[B]   | Tổng số cả sự nghiệp[B] | Tổng số cả sự nghiệp[B] | 561      | 228       | 29      | 23        | 60         | 42         | 24      | 6         | 674     | 299       |

A. ^  Mục "Khác" là chỉ số trận đấu chơi và số bàn thắng tại các giải đấu Siêu cúp Anh, Texaco Cup, UEFA Cup, Cúp các câu lạc bộ đoạt cúp bóng đá quốc gia châu Âu và Watney Cup.
B. ^  Thống kê của Kuwait SC và Telford United không được tính.

### Quốc tế
Nguồn:
| Đội tuyển quốc gia | Năm     | Số trận | Bàn thắng |
| ------------------ | ------- | ------- | --------- |
| Anh                | 1966    | 11      | 7         |
| Anh                | 1967    | 6       | 2         |
| Anh                | 1968    | 6       | 2         |
| Anh                | 1969    | 8       | 7         |
| Anh                | 1970    | 11      | 3         |
| Anh                | 1971    | 6       | 3         |
| Anh                | 1972    | 1       | 0         |
| Tổng số            | Tổng số | 49      | 24        |

## Bàn thắng quốc tế
Tất cả các bàn thắng và kết quả cho Anh.
| Số  | Ngày                 | Địa điểm                                         | Đối thủ     | Tỉ số | Kết quả     | Giải đấu                                    |
| --- | -------------------- | ------------------------------------------------ | ----------- | ----- | ----------- | ------------------------------------------- |
| 1.  | 2 tháng 4 năm 1966   | Hampden Park, Glasgow, Scotland                  | Scotland    | 1–0   | 4–3         | British Home Championship 1965-66           |
| 2.  | 23 tháng 7 năm 1966  | Sân vận động Wembley, Luân Đôn, Anh              | Argentina   | 1–0   | 1–0         | Giải vô địch bóng đá thế giới 1966          |
| 3.  | 30 tháng 7 năm 1966  | Sân vận động Wembley, Luân Đôn, Anh              | Tây Đức     | 1–0   | 4–2 (a.e.t) | Giải vô địch bóng đá thế giới 1966          |
| 4.  | 30 tháng 7 năm 1966  | Sân vận động Wembley, Luân Đôn, Anh              | Tây Đức     | 3–2   | 4–2 (a.e.t) | Giải vô địch bóng đá thế giới 1966          |
| 5.  | 30 tháng 7 năm 1966  | Sân vận động Wembley, Luân Đôn, Anh              | Tây Đức     | 4–2   | 4–2 (a.e.t) | Giải vô địch bóng đá thế giới 1966          |
| 6.  | 16 tháng 11 năm 1966 | Sân vận động Wembley, Luân Đôn, Anh              | Wales       | 1–0   | 5–1         | British Home Championship 1966-67           |
| 7.  | 16 tháng 11 năm 1966 | Sân vận động Wembley, Luân Đôn, Anh              | Wales       | 2–0   | 5–1         | British Home Championship 1966-67           |
| 8.  | 15 tháng 4 năm 1967  | Sân vận động Wembley, Luân Đôn, Anh              | Scotland    | 2–3   | 2–3         | British Home Championship 1966-67           |
| 9.  | 22 tháng 11 năm 1967 | Sân vận động Wembley, Luân Đôn, Anh              | Bắc Ireland | 1–0   | 2–0         | British Home Championship 1967-68           |
| 10. | 8 tháng 6 năm 1968   | Sân vận động Olimpico, Rome, Ý                   | Liên Xô     | 2–0   | 2–0         | Giải vô địch bóng đá châu Âu 1968           |
| 11. | 11 tháng 12 năm 1968 | Sân vận động Wembley, Luân Đôn, Anh              | Bulgaria    | 1–1   | 1–1         | Giao hữu                                    |
| 12. | 12 tháng 3 năm 1969  | Sân vận động Wembley, Luân Đôn, Anh              | Pháp        | 2–0   | 5–0         | Giao hữu                                    |
| 13. | 12 tháng 3 năm 1969  | Sân vận động Wembley, Luân Đôn, Anh              | Pháp        | 3–0   | 5–0         | Giao hữu                                    |
| 14. | 12 tháng 3 năm 1969  | Sân vận động Wembley, Luân Đôn, Anh              | Pháp        | 5–0   | 5–0         | Giao hữu                                    |
| 15. | 3 tháng 5 năm 1969   | Windsor Park, Belfast, Bắc Ireland               | Bắc Ireland | 3–1   | 3–1         | British Home Championship 1968-69           |
| 16. | 10 tháng 5 năm 1969  | Sân vận động Wembley, Luân Đôn, Anh              | Scotland    | 2–0   | 4–1         | British Home Championship 1968-69           |
| 17. | 10 tháng 5 năm 1969  | Sân vận động Wembley, Luân Đôn, Anh              | Scotland    | 3–1   | 4–1         | British Home Championship 1968-69           |
| 18. | 8 tháng 6 năm 1969   | Sân vận động Centenario, Montevideo, Uruguay     | Uruguay     | 2–1   | 2–1         | Giao hữu                                    |
| 19. | 25 tháng 2 năm 1970  | Sân vận động Constant Vanden Stock, Brussels, Bỉ | Bỉ          | 2–0   | 3–1         | Giao hữu                                    |
| 20. | 21 tháng 4 năm 1970  | Sân vận động Wembley, Luân Đôn, Anh              | Bắc Ireland | 2–1   | 3–1         | British Home Championship 1969-70           |
| 21. | 2 tháng 6 năm 1970   | Sân vận động Jalisco, Guadalajara, Mexico        | România     | 1–0   | 1–0         | Giải vô địch bóng đá thế giới 1970          |
| 22. | 21 tháng 4 năm 1971  | Sân vận động Wembley, Luân Đôn, Anh              | Hy Lạp      | 2–0   | 3–0         | Vòng loại Giải vô địch bóng đá châu Âu 1972 |
| 23. | 13 tháng 10 năm 1971 | St. Jakob-Park, Basel, Thụy Sĩ                   | Thụy Sĩ     | 1–0   | 3–2         | Vòng loại Giải vô địch bóng đá châu Âu 1972 |
| 24. | 1 tháng 12 năm 1971  | Sân vận động Karaiskakis, Piraeus, Hy Lạp        | Hy Lạp      | 1–0   | 2–0         | Vòng loại Giải vô địch bóng đá châu Âu 1972 |

## Thống kê huấn luyện viên
| Đội     | Năm bắt đầu         | Năm kết thúc        | Kỷ lục | Kỷ lục | Kỷ lục | Kỷ lục | Kỷ lục |
| Đội     | Năm bắt đầu         | Năm kết thúc        | ST     | T      | H      | B      | %Thắng |
| ------- | ------------------- | ------------------- | ------ | ------ | ------ | ------ | ------ |
| Chelsea | 13 tháng 9 năm 1979 | 30 tháng 4 năm 1981 | 84     | 35     | 20     | 29     | 041,7  |
| Tổng số | Tổng số             | Tổng số             | 84     | 35     | 20     | 29     | 041,7  |

## Danh hiệu

### Câu lạc bộ
West Ham United
- International Soccer League: 1963
- Cúp FA: 1964
- Cúp các câu lạc bộ đoạt cúp bóng đá quốc gia châu Âu: 1965
- Á quân Football League Cup: 1966

### Quốc tế
Anh
- Giải vô địch bóng thế giới: 1966
- Hạng ba Giải vô địch bóng đá châu Âu: 1968

### Cá nhân
- Cầu thủ của năm West Ham United F.C.: 1966, 1967 & 1969
- World Soccer World XI: 1967, 1968, 1969[8]
- Đội hình toàn sao: 1968
- MBE: 1979[9]
- Football League 100 Legends: 1976
- Knight Bachelor: 1998[10]
- FWA Tribute Award: 1998
- Ngôi đền của những huyền thoại bóng đá Anh: 2004